# Carlo Gozzi
Carlo Gozzi (Venecia, 13 de diciembre de 1720 - 4 de abril de 1806) fue un poeta, narrador y dramaturgo italiano, uno de los mayores representantes de la oposición al teatro ilustrado de Pietro Chiari y Carlo Goldoni en la Italia del siglo XVIII por su reivindicación de la tradición nacional de la Commedia dell'Arte.

## Biografía
Sexto de los once hijos del conde Jacopo Antonio Gozzi y de Angiola Tiepolo (perteneciente a la familia patricia Tiepolo), nació en el seno de una familia noble procedente de la República de Ragusa (hoy Dubrovnik) con posesiones en el Friul y en la zona de Bérgamo, aunque con graves dificultades económicas debido a una administración descuidada por parte de su padre. Y era una familia de literatos, un "asilo de poetas", según escribió el mismo Carlo. Tras el fallecimiento prematuro del padre, la administración familiar quedó en manos de su madre y de su cuñada Luisa Bergalli (esposa de su hermano mayor, el importante intelectual Gasparo Gozzi), y las deudas apretaron tanto que hubo que solicitar la división del patrimonio familiar, dándose lugar a diversos procesos judiciales, a los consiguientes disgustos y a un profundo enrarecimiento de sus relaciones familiares. Como el propio Carlo Gozzi reconoce en su autobiografía (Memorie Inutili, Venezia, Palese, 1797-1798, 3 vols.), su formación académica en su infancia había sido muy descuidada: sus hermanos mayores, Gasparo y Francesco, recibían educación regular en los colegios públicos, pero el presupuesto se acabó con ellos y él solo pudo recibir instrucción ocasional de sacerdotes mediocres y formarse como un autodidacta, deseoso de imitar a su hermano Gasparo, quien por entonces sobresalía como hombre de letras. Así que asimiló por sí mismo la literatura toscana no solo clásica, sino la del siglo XVI (Franco Sacchetti, Agnolo Firenzuola y los irregulares Luigi Pulci, Domenico di Giovanni "Burchiello" y Francesco Berni). 
Desde muy joven sintió la vocación teatral, actuando como aficionado en funciones familiares y más tarde durante su trienio como soldado en Dalmacia (único período en el que estuvo alejado de la ciudad de Venecia durante un lapso significativo). 
Su ideología política y social puede resumirse en el respeto absoluto a la autoridad establecida y en el mantenimiento de la división de clases con los privilegios aparejados a la nobleza. Lingüísticamente sostenía la primacía del modelo toscano de los clásicos medievales (Dante, Petrarca y Boccaccio) y de sus seguidores e imitadores.

## Obra
En el ámbito literario, su obra (en la que siempre defendió una ideología reaccionaria y misógina, aunque no carente en ocasiones de ciertos matices contradictorios) puede ser dividida en diferentes sectores.

### Teatro
Sus obras teatrales nacen, al menos así lo afirma él mismo, como una reacción contra las obras de Pietro Chiari y Carlo Goldoni, a los que acusaba de ser malos escritores e inmorales. Desde el principio creó un subgénero teatral nuevo parodiando las bagatelas escénicas de estos autores, la fiaba escénica, en la cual se mezclan sobre una endeblez temática cómica, lo fantástico y lo maravilloso, el cuento de hadas y la bufonada.
Su debut teatral se produce en 1761 con L'amore per le tre melarance o Analisi riflessiva della fiaba (El amor de las tres naranjas o Análisis reflexivo del cuento de hadas), llevado a la escena por la compañía de Antonio Sacchi (o Sacco, que representaba la 'máscara' de Truffaldino), probablemente la última gran compañía de commedia dell'arte; el músico soviético del siglo XX Serguéi Prokófiev musicará en el futuro esta popular fiaba, con la que Gozzi inaugura una serie de diez adaptaciones teatrales de cuentos infantiles (fiabe teatrali / fábulas teatrales) la mayoría de las veces en verso, en las que se oponía al teatro ilustrado de Carlo Goldoni introduciendo en ellas personajes de la commedia dell'arte, desarrollando argumentos fantásticos alejados del 'realismo' costumbrista del rival y transmitiendo una ideología ultraconservadora opuesta a la de sus modelos parodiados. En El amor de tres naranjas, Pietro Chiari aparece como una hada malvada y Goldoni como un mago. Para los argumentos se fundó en obras de títeres, cuentos orientales, fábulas populares, cuentos de hadas y obras de dramaturgos españoles. Las fiabe fueron incluso más populares en Europa (sobre todo en Alemania) que en Italia.
Probablemente la más importante de estas fiabe teatrali, por su transcendencia ideológica, sea L'augellino bel verde (El pajarillo verdebonito), aunque quizá la más famosa sea Turandot, montada, pocos años después de su estreno en Venecia, por Goethe y Schiller en Weimar y en cuyo texto, ya en el siglo XX, se inspiraron Renato Simoni y Giuseppe Adami para escribir el libretto de la ópera homónima de Puccini. Friedrich von Schlegel comparó las fantasías de hadas de Gozzi a las de William Shakespeare y Turandot se utilizó también como inspiración para la ópera de Ferruccio Busoni (1917); Las fiabe de Gozzi tuvieron, gracias a su habilidad escénica, un éxito extraordinario. 
Carlo Gozzi, agotado el filón de las adaptaciones de cuentos infantiles (y tras escribir dos obras originales), se consagró a traducir libremente alrededor de una veintena de obras españolas del Siglo de Oro de autores como José Figueroa y Córdoba, Juan de Matos Fragoso, Pedro Calderón de la Barca, Agustín Moreto, José de Cañizares, Francisco de Rojas o Tirso de Molina. Quizás las más interesantes sean La principessa filósofa (La princesa filósofa) o Le Droghe d'amore (Las medicinas del amor). 
Tradujo también algunos textos del teatro francés.

### Poesía
Carlo Gozzi es autor de numerosísimos textos de ocasión para bodas, ordenaciones sacerdotales, etc. que se publicaban en las célebres raccolte. Como uno de los principales animadores de la "Accademia granellesca" ("Academia testicular"), en la que era conocido por los pseudónimos de "Il Solitario" o "Lo Sperticato" (en alusión a su vida retirada y de soltero impenitente el primero, y a su notable estatura el segundo), fue autor de numerosísimos textos de despiadada sátira contra Chiari, Goldoni y cualquier espíritu "moderno" en los que no escaseaban los insultos o las obscenidades. 
El conde escribió también dos largos poemas jocoso-narrativos de crítica antiilustrada: Marfisa bizzarra (en el que relata, con voluntario anacronismo, como la filosofía de la ilustración corrompe los ideales de los caballeros de Carlomagno) y Le spose riacquistate (Las novias recuperadas; en el que recrea una antigua leyenda medieval veneciana reutilizándola para criticar a Goldoni. En realidad, es autor sólo de los dos primeros cantos de este texto).

### Narrativa y autobiografía
Como ya se indicó, Carlo Gozzi es autor de una interesantísima autobiografía (género de gran importancia en el siglo XVIII italiano: recuérdense las de Goldoni, Giacomo Casanova, Vittorio Alfieri o, algo más tarde, Lorenzo Da Ponte, libretista de Mozart en tres ocasiones). Se titula Memorias inútiles, fue compuesta para defenderse de las acusaciones dirigidas contra él por Gratarol en su Narrazione apologetica (1780), y en ellas cuenta sus amores, sus visiones -se creía perseguido por los personajes fantásticos de su teatro- y los últimos destellos del agonizante esplendor de la República de Venecia, que vería perecer en manos de los austriacos poco antes de morir él mismo.
En el ámbito de la ficción es autor de diferentes 'relatos' (novelle) en los que sigue fundamentalmente el modelo de Franco Sacchetti (siglo XIV) y que, aunque muy conocidos, constituyen una de las partes más interesantes de su producción literaria.

## Pensamiento
Carlo Gozzi llegó a la conclusión de que solo había 36 argumentos dramáticos repetidos constantemente en la historia; esta idea fue luego retomada por Friedrich Schiller (quien pese a criticar esta idea no pudo encontrar más que él), por Johann Wolfgang von Goethe y por el crítico Georges Polti, quien consiguió explicarla claramente en su ensayo Las treinta y seis situaciones dramáticas (1895).